# 黄腹角雉

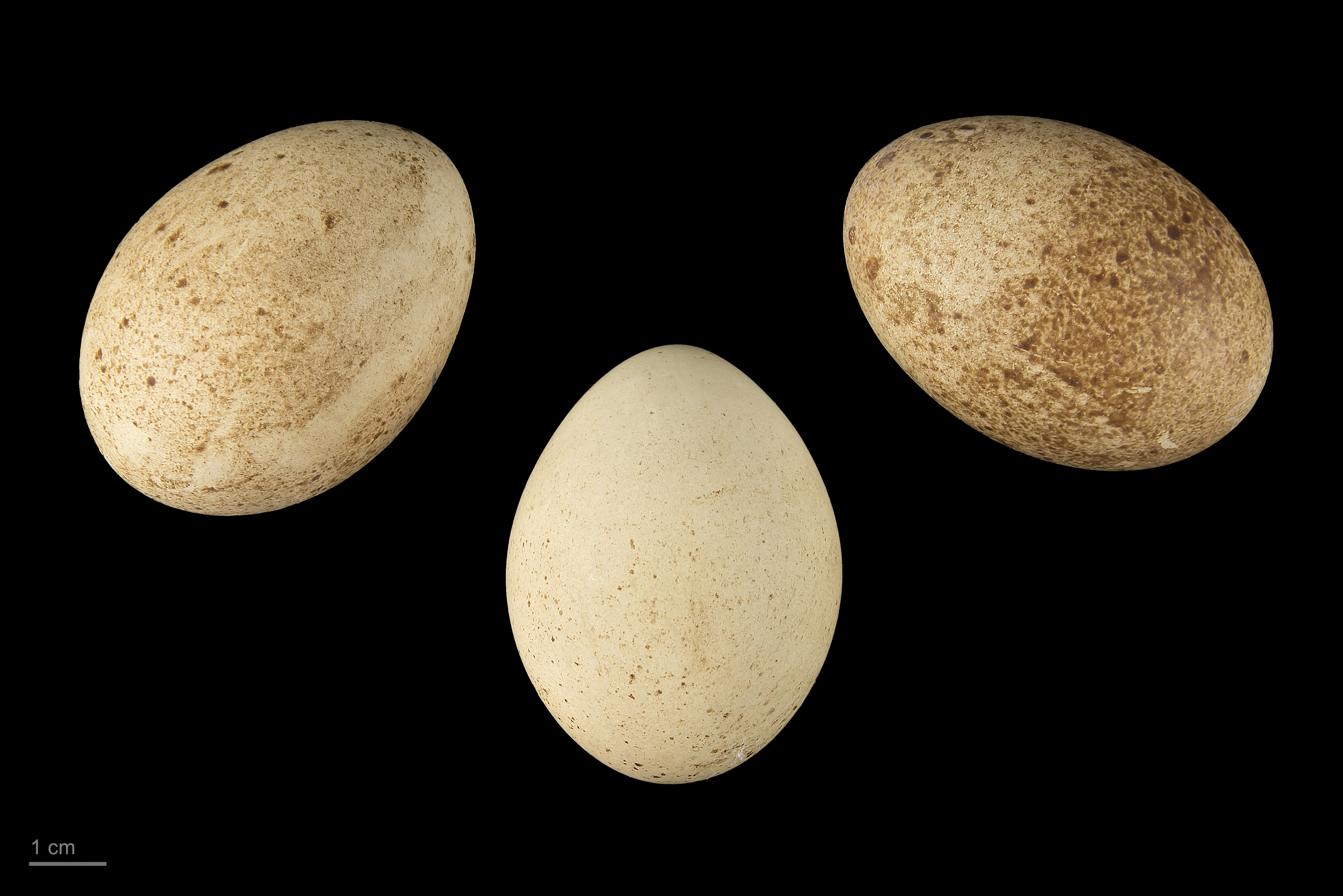
卵

黄腹角雉，别名角鸡、功曹鸟、吐绶鸟、吐綬雞、綬鳥、鷊，是中国特产的一种鸟，主要分布在浙江，福建、广东、湖南、江西、广西等亞熱帶山地森林內海拔800到2000m的常綠闊葉林和針闊混交林內，目前其全球數量稀少，僅4000多隻。食物主要是植物的果实。目前，中国唯一的黄腹角雉保护地为乌岩岭。雄性黄腹角雉的下巴长有彩色的肉裙，平时收拢，发情时向下展开，宛若口吐绶带，所以古人称之为“吐绶鸡”、“吐绶鸟”。然而现代人却把不会“吐绶”的火鸡为“吐绶鸡”。